# Bottale
Il bottale è un macchinario usato nelle industrie conciarie. È un grande contenitore a tenuta stagna dove le pelli vengono lavorate in varie fasi della concia. Questo macchinario è simile a una lavatrice gigante. Ha lo stesso nome ed è molto simile un apparecchio usato nell'industria tessile per la follatura dei tessuti.
Nato all'inizio del ventesimo secolo per velocizzare i tempi di concia, può essere costruito con diversi materiali: legno, acciaio inossidabile, polipropilene. La rotazione dà movimento alle pelli, che vengono schiacciate, sfregate, piegate, e rende più veloce l'assorbimento dei composti chimici.

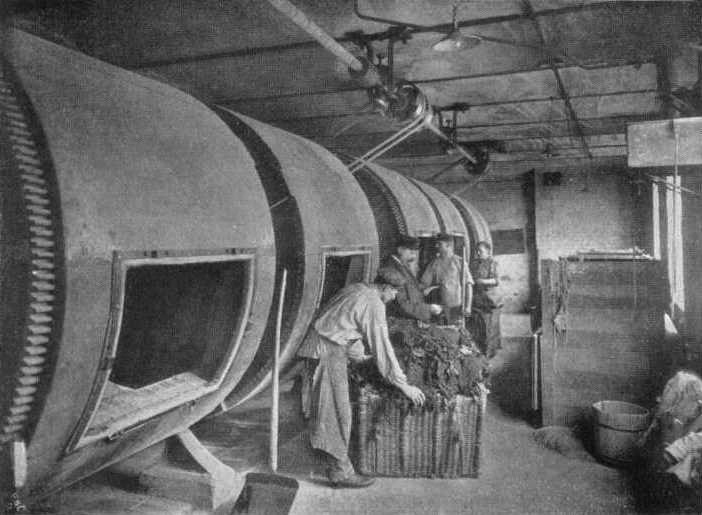
Bottali del 1906

## Struttura
- Il bottale e costituito da un grande cilindro; se costruito in legno è fatto, come una botte, da doghe in legno stagionato rinforzate da cerchi in ferro; oggi è costruito in acciaio inossidabile o in polipropilene (un polimero sintetizzato dal premio Nobel Prof. Natta).
- Il cilindro posto orizzontalmente è supportato da un perno, posto su supporti a bronzina che gli permettono di ruotare; la cavità nell'albero consente di introdurre nel cilindro l'acqua e le sostanze necessarie alla concia e la fuoriuscita dei gas che si formano durante il processo.
- L'albero è dotato, a una estremità, di una corona dentata che, tramite un pignone, viene mossa da un gruppo trasmissione che fa girare il bottale.
- La superficie interna è fornita di rilievi (pioli, pale) che aumentano il movimento delle pelli quando il bottale gira.
- La botte è fornita di un'apertura per l'introduzione del materiale, con una porta a tenuta stagna e una griglia per il lavaggio continuo.
- Un dispositivo automatico provvede al carico e scarico delle pelli.

## Bottale in polipropilene
Il bottale in polipropilene è utilizzato nell'industria conciaria per l'esecuzione di operazioni di processo in cui si richiede una maggiore resistenza all'azione corrosiva dei reagenti chimici rispetto al bottale tradizionale di legno.

### Storia
Il polipropilene (PPH) è un polimero sintetizzato nel 1954 dal premio Nobel Prof. Giulio Natta, divenuto un grande successo mondiale della tecnologia italiana. Come sostanza termoplastica semi-cristallina dall'alta forza legante, esso è stabile, elastico, duro e resistente agli urti. Grazie alla propria struttura il polipropilene ha una massa molecolare eccezionalmente alta: ciò lo rende altamente resistente agli agenti chimici, alle soluzioni acquose saline, acide e alcaline.
Applicando le funzionalità e le caratteristiche di questo materiale al mondo della conceria, l'Ing. Mario Serrini inventò, negli anni 90, il primo bottale in polipropilene e, negli anni successivi, si adoperò per perfezionarne l'aspetto tecnico e il rendimento in ambito conciario.

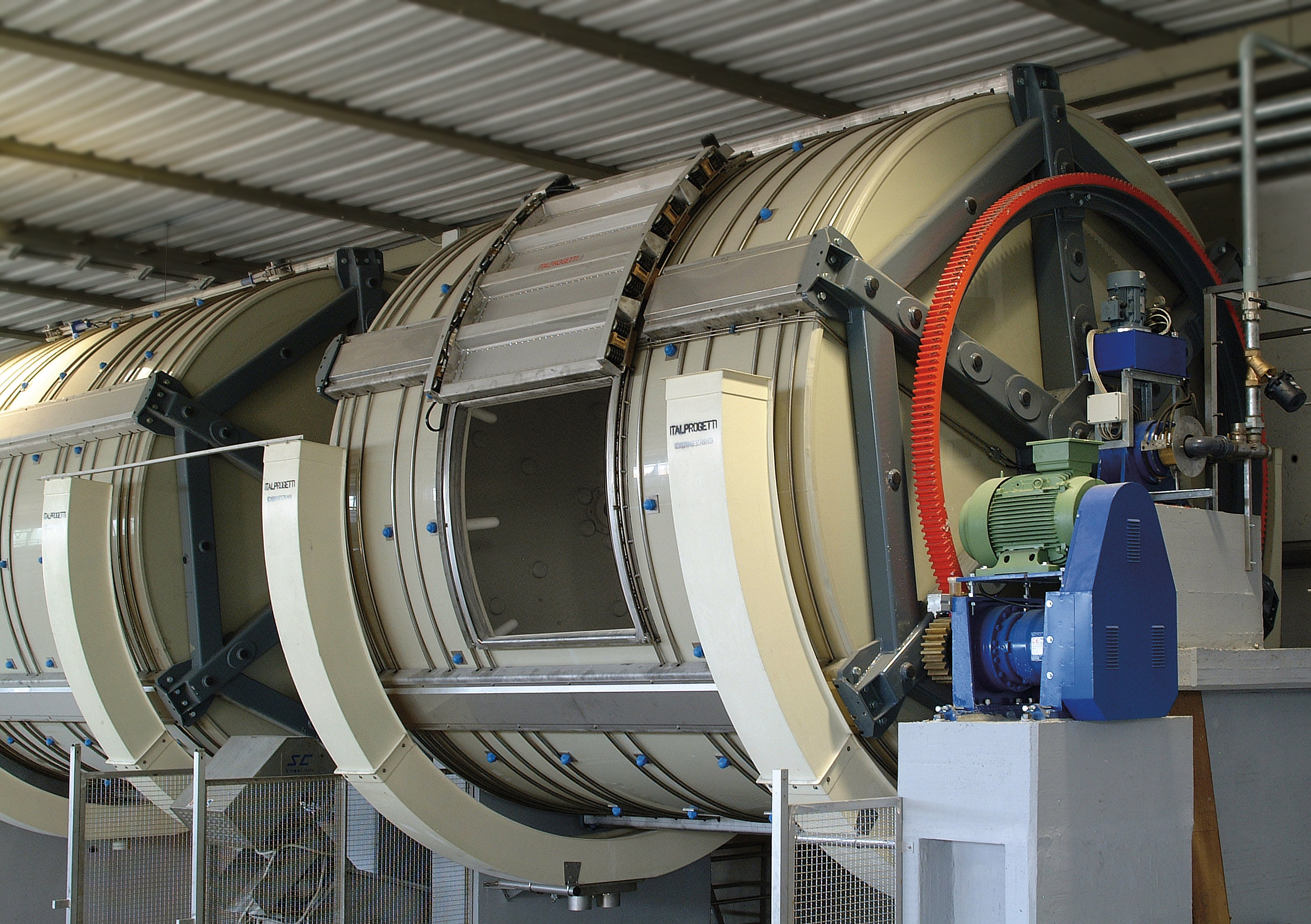
Un bottale in polipropilene in una conceria

### Proprietà
Le caratteristiche tipiche del polipropilene omopolimero (PPH) in lastre utilizzato per la costruzione dei bottali per la concia sono le seguenti:
- superficie estremamente liscia;
- alta resistenza agli urti;
- eccellenti valori di durezza, rigidità e resistenza alla trazione;
- resistenza alle rotture da stress;
- resistenza all'abrasione;
- ottima robustezza a temperature di esercizio comprese tra -5 °C e 95 °C;
- eccellenti proprietà isolanti elettriche e termiche;
- ottima resistenza agli agenti chimici;
- nessun assorbimento di acqua.

### Impieghi
I bottali in polipropilene risultano particolarmente adatti per i seguenti processi (che non possono essere gestiti da bottali tradizionali):
- Calcinaio ossidativo: il processo tradizionale che fa uso di calce e solfuro di sodio lascia il posto a un processo dove i principali prodotti chimici utilizzati sono acqua ossigenata e soda.

Nonostante gli evidenti vantaggi del calcinaio ossidativo (fiore più fine e pulito, vantaggi ambientali con relativi minori costi, maggior sicurezza per i lavoratori), non ha mai trovato una vera applicazione industriale per i limiti derivanti dall'uso dei bottali tradizionali in legno o acciaio inox.
- Conceria allo zirconio: la concia con sali di zirconio è un processo molto aggressivo, dal momento che si lavora a pH estremamente bassi (circa 1,0). In conseguenza di ciò, tutte le parti metalliche dei bottali tradizionali soffrono di un veloce processo di corrosione. Il bottale in polipropilene, se ben "rivestito" internamente, non ha nessuna parte metallica in contatto con il bagno, in modo da gestire il processo in sicurezza. In questo modo si riesce a sfruttare tutti i vantaggi della concia allo zirconio, in termini di brillantezza dei colori finali e facilità di ottenere colori chiari.
- Ipoclorito di sodio, permanganato di potassio: spesso utilizzati nella lavorazione di pelli di rettile, sono degli energici ossidanti e sono causa di seri danneggiamenti alle parti metalliche all'interno della botte. Questi prodotti sono utilizzati perché ossidano il pigmento naturale del rettile (livrea) e la rendono completamente bianca. Il rivestimento interno in polipropilene garantisce la protezione delle parti metalliche.